# 惠比壽西
惠比壽西（日语：／ Ebisu-nishi */?）是東京都澀谷區的町名，屬澀谷地域。2013年9月30日的人口有4,138人。郵遞區號為150-0021。

## 地理
位於東京都澀谷區澀谷地域南部。南與惠比壽南之間以東京都道416號古川橋二子玉川線（駒澤通）為界。西接猿樂町，槍崎交差點是駒澤通與舊山手通交會處。槍崎交差點西側屬目黑區（不與惠比壽西直接連結）。東南側惠比壽站、西部代官山站附近多住宅與商店。

## 歷史
1960年（昭和35年），澀谷區下通四丁目與五丁目、公會堂通、長谷戶町、眾樂町、代官山町等合併成立。

### 地名由來
意為惠比壽站西側。

## 設施
公園
- 惠比壽公園

教育
- 澀谷區立長谷戶小學校

公家設施
- 澀谷區立惠比壽區民會館
- 澀谷區立惠比壽保育園

機關
- 澀谷警察署－管轄本町周邊。（所在地：澀谷）
- 澀谷消防署－管轄本町周邊。（所在地：神南）

企業
- 向日葵劇團（劇団ひまわり）本部
- 島田屋（シマダヤ）本社
- Humanite藝能經紀公司

其他
- 瑞穗銀行惠比壽研修會館
- Peacock Square（ピーコックストア）惠比壽店
- 日本基督教改革派教會（日本キリスト改革派教会）東京恩寵教會

## 史蹟
- 惠比壽神社

## 交通

### 鐵路
- 東京地下鐵日比谷線 ○惠比壽站－設有出入口。（所在地：惠比壽南）
- 東急電鐵東橫線 ■代官山站－設有出入口。（所在地：代官山町）

### 巴士
- 東急巴士
  - 惠32系統：連結惠比壽站與用賀站的路線。停靠町內的五丁目巴士站。
  - 澀71系統：連結澀谷站與洗足站的路線，町域外。
  - 東急TRANSSÉS代官山循環：代官山站西口。

## 備註
1. ↑  渋谷区／住民基本台帳・外国人登録による人口 的存檔，存档日期2013-10-13.

## 外部連結
- 澀谷區官方網站 （页面存档备份，存于）